# مانع (فیلم ۱۹۲۹)
مانع (انگلیسی: Drag) فیلمی در ژانر درام به کارگردانی فرانک لوید است که در سال ۱۹۲۹ منتشر شد. از بازیگران آن می‌توان به ریچارد بارتلمس و لیلا لی اشاره کرد.